# Johann Lindemann (Theologe)
Johann (auch Johannes) Lindemann (* 1488 in Neustadt an der Saale; † 18. April 1554 in Schweinfurt) war ein deutscher Lehrer und evangelischer Theologe.

## Leben
Johann Lindemann, ein Cousin Martin Luthers, war der Sohn von Johann Lindemann, einem Bürger aus Neustadt an der Saale. Johann Lindemann entstammte einer alten Bürgerfamilie aus Eisenach, sein Urgroßvater Hans Lindemann erwarb dort im Jahre 1406 das Bürgerrecht.
Über die Kindheit und Jugend Lindemanns ist nichts bekannt, sehr wahrscheinlich hat er als Angehöriger des Bürgertums eine Schule besucht. Er studierte ab 1511 an der Universität Leipzig und wurde dort 1512 Baccalaureus. Seit November 1519 ist er Magister der Universität Wittenberg. Danach war er Schulmeister in Schleusingen, wo er um 1520 heiratete.
Während des Bauernkrieges hielt er sich in seiner Heimatstadt Neustadt an der Saale auf, vermutlich als Lehrer oder Prediger. Hier wurden Lindemann und der Theologe Andres am 30. Mai 1525 von den Anführern des Bildhäuser Haufens schriftlich und unter der Zusicherung freien Geleits beim Rat der mit den aufständischen Bauern und Handwerkern verbündeten Stadt zur Schlichtung von unterschiedlichen Auslegungen des evangelischen Glaubens innerhalb des Bauernhaufens angefordert. Dort hatten sich zwei gegensätzlich agierende politisch-religiöse Gruppierungen gebildet: Zum einen eine reformatorisch-gemäßigte und zum anderen eine unter dem Einfluss der Lehren Thomas Müntzers stehende sozialrevolutionär-radikale. Die Anführer des Haufens fürchteten um innere Aufruhr. Ursache war eine Predigt Hans Römers, des Anführers der thüringischen Täuferbewegung. Als Anhänger und ehemaliger Mitkämpfer Müntzers stachelte Römer nach der verlorenen Schlacht bei Frankenhausen die Bildhäuser in ihrem Lager dazu auf, die Obrigkeit mit dem Schwert zu vertilgen und ihr Blut zu vergießen.
Nach dem Bauernkrieg wurde Lindemann Lehrer an der Lateinschule in Schleusingen und heiratete dort zum zweiten Mal. 1529 wurde er als Rektor an die Lateinschule in Schweinfurt berufen. Hier lehrte er Luthers Kleinen Katechismus und wurde deswegen von „Papisten“ bei Konrad II. von Thüngen, dem Fürstbischof von Würzburg, angezeigt. Konrad, berüchtigt für grausame Bestrafungen von religiösen Widersachern, schickte daraufhin einen bewaffneten Trupp von zweihundert Mann gegen Schweinfurt, der „die thor beleget“ um Lindemann festnehmen zu lassen. Vom Hauptmann des Trupps zuvor gewarnt, konnte Lindemann mit Hilfe eines Knechts entkommen und flüchtete, von besagtem Hauptmann mit hohen Schuhen, einem halben Gulden und einem Knebelspieß ausgestattet, im Frühjahr 1529 in den Thüringer Wald. Im Sommer 1529 half er einem Köhler im Thüringer Wald bei der Arbeit und verdiente so seinen Lebensunterhalt.
Er gelangte abgemagert im Winter 1529/30 zu Luthers Eltern nach Mansfeld, wo er – von diesen zunächst nicht erkannt – zuerst ein Almosenbrot und etwas Essen bekam. Die Luthers nahmen ihn in ihrem Haus auf. Auf Anraten von Hans Luther nahm Lindemann im Frühjahr 1530 die Stelle eines Hüttenschreibers in Mansfeld an, die er aber wegen des gottlosen Verhaltens der Bergleute 1531 wieder aufgab. In Mansfeld wurde etwa um 1533–1535 sein Sohn Philipp Lindemann geboren, der 1554 als Magister und ab 1559 als Professor an der Universität Wittenberg nachweisbar ist.
Bis 1541 war Johann Lindemann Lehrer in Ohrdruf. Im selben Jahr wurde er durch Johannes Bugenhagen in Wittenberg ordiniert und nach erfolgreichem Bittgesuch Lindemanns an Martin Luther durch dessen Vermittlung zum Pfarrer in Auerbach im Vogtland berufen. Während des Schmalkaldischen Krieges verlor Lindemann in Auerbach bei einem Einfall böhmischer Truppen seine umfangreiche Bibliothek und seine gesamte Habe, musste Auerbach verlassen und kam bei seinem Vetter Cyriacus Lindemann, dem damaligen Rektor der Fürstenschule Pforta, unter. Um 1546 wurde er Pfarrer in Zwickau.
Durch Vermittlung seines Freundes Philipp Melanchthon wurde Lindemann nach anfänglichem Zögern 1547 Pfarrer und Superintendent in Schweinfurt. Hier war es Lindemanns besonderes Verdienst, den Bestimmungen des Interims, mit denen die Reformation zurückgedrängt werden sollte, entgegenzuwirken. Er machte in Schweinfurt auch die Bekanntschaft mit der aus Italien stammenden Humanistin Olympia Morata, die ihn als charakterstarken und fest im evangelischen Glauben stehenden Mann beschrieb.
In einem Brief von Bürgermeister und Rat der Stadt Schweinfurt an Sutellius aus dem Jahr 1547 wurde Johann Lindemann als gelehrter Mann mit ehrbarem christlichen, guten Wandel und Wesen erwähnt, dessen Predigten wohl einen tiefen Eindruck bei seinen Zuhörern hinterließ.
Er starb am 18. April 1554 während des Zweiten Markgrafenkrieges bei der Belagerung und Beschießung der Reichsstadt Schweinfurt durch braunschweigisch-kursächsisch-würzburgische Bundestruppen. Seine Wirkungsstätte, die Kirche St. Johannis, wurde bei diesem zweiten Stadtverderben Schweinfurts schwer beschädigt. Er hinterließ mindestens sechs Kinder.
Verheiratet war Johann Lindemann zweimal in Schleusingen und in dritter Ehe mit Margarethe Gebhardt (wiederverheiratete Sporer), die vermutlich aus Auerbach im Vogtland stammte.
Sein älterer Sohn Philipp Lindemann starb 1563 bei einem Reitunfall bei Ingolstadt ohne Nachkommen. Sein 1547 geborener jüngster Sohn Johannes wurde Schulmeister im erzgebirgischen Bockau und starb dort am 30. Oktober 1621. Er hinterließ eine zahlreiche Nachkommenschaft.